# Álomesküvő Madeával
Az Álomesküvő Madeával (eredeti cím: Madea's Destination Wedding) 2025-ben bemutatott amerikai filmvígjáték, amelyet Tyler Perry készített, írt és rendezett. A Madea-filmuniverzum tizenharmadik filmje. Perry ismét eljátssza Mabel „Madea” Simmons szerepét.
Az Amerikai Egyesült Államokban és Magyarországon 2025. július 11-én mutatta be a Netflix.

## Cselekmény
A film Madeát és az egész őrült családot követi nyomon, akik a Bahamákra utaznak egy meglepetés esküvőre. Tiffany, Madea unokahúga hirtelen bejelenti, férjhez megy újdonsült vőlegényéhez, Zavierhez, és az esküvőre mindössze két hét múlva kerül sor. Természetesen az egész családot meghívják – ami aztán káoszba torkollik. Már a kezdetektől fogva feszültség van. Tiffany apja, Brian egyáltalán nem bízik Zavierben. Szerinte a srác éretlen, és felveti, Tiffany miért kapkodta el a dolgot anélkül, hogy bemutatta őt a családnak. Ráadásul Tiffany anyukája, Debrah is gyanúsan viselkedik, és úgy tűnik, túlságosan is igyekszik előrébb hozni az esküvőt.
Miután mindannyian megérkeznek az üdülőhelyre (amit Brian fizet), a dolgok elszabadulnak. A család elkezd eszeveszett költségeket felhalmozni a hitelkártyára – gyógyfürdő, szerencsejáték, szobaszerviz. Eközben Madea azt teszi, amihez a legjobban ért: felkavarja a kedélyeket, szidja az embereket, és a maga fergeteges módján próbálja fenntartani a békét. Ezután kezdődik az igazi dráma. Madea kihallgat egy beszélgetést Debrah gazdag férje és valaki más között, melyből kiderül, Tiffany egy egymillió dolláros vagyonkezelői alapot örököl, ha férjhez megy. Debrah tudott róla, és alapvetően arra kényszerítette Tiffanyt, hogy a pénz miatt menjen hozzá Zavierhez, annak tudta nélkül.
Madea kitálal, és Tiffany, aki elárulva érzi magát, lemondja az esküvőt. Ráadásul Brian úgy gondolja, rajtakapta Zaviert a megcsaláson, miután látta őt egy másik nővel. Ám kiderül, a nő valójában Zavier elhidegült édesanyja. Zavier kitárulkozik a múltjáról, és Brian végre belátja, a fiú tényleg szereti Tiffanyt. Tiffany kihallgatja ezt az érzelmi pillanatot, és úgy dönt, ad még egy esélyt a kapcsolatnak. Végül Tiffany és Zavier megtartják az esküvőt, Debrah beismeri a hibáit, és a családban eljön a béke pillanata.
Brian kap egy hatalmas szállodai számlát, aminek láttán elájul, míg Madea úgy távozik, mint egy főnök.

## Szereplők
| Szerep                                          | Színész            | Magyar hang         |
| ----------------------------------------------- | ------------------ | ------------------- |
| Mabel "Madea" Simmons Joe Simmons Brian Simmons | Tyler Perry        | Zöld Csaba          |
| Bam néni                                        | Cassi Davis Patton | Zsurzs Kati         |
| Cora                                            | Tamela Mann        | Kocsis Mariann      |
| Mr. Brown                                       | David Mann         | Kerekes József      |
| Tiffany Simmons                                 | Diamond White      | Pekár Adrienn       |
| Debrah                                          | Taja V. Simpson    | Major Melinda       |
| B.J.                                            | Jermaine Harris    | Nagy Gereben        |
| Zavier                                          | Xavier Smalls      | Katona Péter Dániel |

### Magyar változat
- Magyar szöveg: Tóth Gábor
- Hangmérnök: Kertész Bertalan
- Vágó: Sári-Szemerédi Gabriella
- Gyártásvezető: Kincses Tamás
- Szinkronrendező: Dóczi Orsolya
- Produkciós vezető: Felföldi Anna

A szinkront a Mafilm Audio Kft. készítette el.

## A film készítése
2024 januárjában bejelentették, hogy a Madea-univerzumban Álomesküvő Madeával címmel új film készül, amelynek rendezője, írója és producere ismét Tyler Perry lesz, aki újra eljátssza Mabel „Madea” Simmons szerepét. A forgatás a Tyler Perry Studiosban (Atlanta) kezdődött 2024. január 15. és január 26. között, a további felvételek elkészítése a Dominikai Köztársaságban zajlottak.

## Fogadtatás
Általánosságban pozitív visszajelzéseket kapott a kritikusoktól. A Rotten Tomatoes weboldalon 8%-os értékelést kapott 12 kritika alapján.